# Eduardo van der Kooy
Eduardo Mauricio van der Kooy (Buenos Aires, 21 de diciembre de 1967) es un periodista argentino, y editor del diario Clarín.

## Trayectoria
Gráfica
Desde hace más de tres décadas, ejerce el periodismo político en el Diario Clarín, donde es editor, y desde 1990 se encarga de la columna dominical de análisis. 
Trabajó en los diarios Mayoría y El Cronista Comercial, en la agencia Télam y fue corresponsal del diario La Vanguardia, de Barcelona.
Desde 2004, dirige una revista de actualidad política, económica y cultural desde la ciudad de Rosario.
Radio,
Participa junto a Marcelo Cayún en el programa La noche arriba por FM Millenium, los sábados de 20 a 21.
TV
Desde abril de 2008 hasta 2018, condujo junto a Julio Blanck, el programa Código político por la señal de cable Todo Noticias.
Desde 2019, conduce el programa La rosca junto a Daniel Fernández Canedo, también por Todo Noticias.

## Libros
Es coautor, junto a Oscar Cardoso y Ricardo Kirschbaum, de Malvinas, la trama secreta (1983). Edición ampliada por Editorial Planeta hacia abril de 1992.
Participó en 1998 en la confección de un libro acerca de Los 15 años de democracia. 
Intervino con un proyecto acerca de la crisis del 2001, sobre cuyos orígenes expuso un trabajo en Washington D. C. hacia 2002, publicado por la Universidad de Maryland.
En 1999 y en 2003, editó con el excanciller Rafael Bielsa dos versiones de un libro de cuentos y relatos de vida y fútbol.

## Controversias
Fue acusado de publicar información falsa sobre peritajes en torno al asesinato de Rafael Nahuel. En una nota de Clarín del 7 de febrero de 2018, van der Kooy escribió que "[e]n los últimos días finalizaron varias pericias en el Instituto Balseiro, de Bariloche. De reputación técnica impecable. Allí se habría constatado la existencia de restos de pólvora en una mano de Nahuel. También en una de Facundo Jones Huala, el hermano del líder de la RAM (Resistencia Ancestral Mapuche)". Sin embargo, el Instituto Balseiro cómunicó a través de un documento sellado por la Comisión Nacional de Energía Atómica (CNEA) y la Universidad Nacional de Cuyo que “no se están realizando las pericias mencionadas en el artículo periodístico en dependencias del Instituto” y “a la fecha no consta que existan resultados sobre las mencionadas pericias”, firmado por Carlos Balseiro, director de la institución.

## Premios
- Premio Ortega y Gasset (1984) al mejor trabajo periodístico del año por Malvinas, la trama secreta (edición original de 1983).[6]

- Premio Konex (1997) de Análisis Político.[2]

- Premio Santa Clara de Asís (2002) a la trayectoria periodística.[2]

- Premio Konex (2007) de Análisis Político Escrito.[2]